# Euchirella grandicornis
Euchirella grandicornis är en kräftdjursart som beskrevs av Wilson 1950. Euchirella grandicornis ingår i släktet Euchirella och familjen Aetideidae. Inga underarter finns listade i Catalogue of Life.